# Of Lucifer and Lightning
Of Lucifer and Lightning är det fjärde studioalbumet av det amerikanska death metal/black metal-bandet Angelcorpse, utgivet 2007 av skivbolaget Osmose Productions.

## Låtlista
1. "Credo Decimatus" (instrumental) – 1:27
2. "Antichrist Vanguard" – 3:27
3. "Machinery of the Cleansing" – 3:29
4. "Hexensabbat" – 4:43
5. "Extermination Sworn" – 3:49
6. "Saints of Blasphemy" – 6:03
7. "Thrall" – 4:18
8. "Shining One (Rex Luciferi)" – 5:07
9. "Lustmord" – 3:53

## Medverkande
Musiker (Angelcorpse-medlemmar)
- Pete Helmkamp – sång, basgitarr
- Gene Palubicki – gitarr
- John Longstreth – trummor

Produktion
- Angelcorpse – producent
- Greg Marchak – ljudtekniker, ljudmix, mastering
- Brett Portzer – ljudtekniker
- Bob Pomeroy – foto
- M. Bore – foto
- Joe "Devil" Craig – logo